# Lloyd Mathews
Sir Lloyd William Mathews, KCMG, CB (7 de marzo de 1850 – 11 de octubre de 1901) fue un oficial naval británico, político y abolicionista. Mathews se unió a la Royal Navy como cadete a la edad de 13 años y progresó a teniente. Estuvo involucrado en la Tercera Guerra Anglo-Ashanti de 1873-4, luego fue estacionado en África Oriental para la supresión del comercio de esclavos. En 1877 fue adscrito de la marina al sultán Barghash de Zanzíbar para formar un ejército de estilo europeo; permanecería en el empleo del gobierno de Zanzíbar por el resto de su vida. Su ejército alcanzó rápidamente los 6.300 hombres y fue utilizado en varias expediciones para suprimir el comercio de esclavos y las rebeliones contra el gobierno de Zanzíbar.
Mathews murió de malaria en Zanzíbar el 11 de octubre de 1901 y fue enterrado con todos los honores militares en el cementerio británico en las afueras de la ciudad de Zanzíbar.  Su sucesor como primer ministro fue Alexander Stuart Rogers. La isla Changuu, que Mathews compró para una prisión, ahora tiene un restaurante nombrado en su honor y también una iglesia. Mathews House, en el extremo occidental de la ciudad de Zanzíbar, también lleva su nombre.